# Videl
Videl is een fictief figuur uit de manga Dragon Ball en de anime-serie Dragon Ball Z.
Videl is de dochter van Mr. Satan. Ze komt voor het eerst voor in de Great Saiyaman Saga waar ze op school zit bij Gohan. Videl is erg sterk voor een normaal mens en in haar vrije tijd bestrijdt ze de misdaad. Son Gohan leert Videl om te vliegen.
In Dragon Ball GT zijn Videl en Gohan getrouwd en hebben samen een dochter, Pan.